# Ophiocypris tuberculosus
Ophiocypris tuberculosus är en ormstjärneart som beskrevs av Jean Baptiste François René Koehler 1930. Ophiocypris tuberculosus ingår i släktet Ophiocypris och familjen fransormstjärnor. Inga underarter finns listade i Catalogue of Life.